# Princes Street Gardens
Princes Street Gardens (в переводе с англ. — «Сады Принцес-стрит») — городской парк в центре Эдинбурга (Шотландия). Располагается в центре города, занимая низину между Старым и Новым городом. Парк был устроен в 1820-х годах на месте Нор-Лох — искусственного озера, созданного в Средние века для защиты города с севера и к XVIII веку превратившегося в огромный водосток. Озеро было постепенно осушено в конце XVIII века в рамках расширения города в северном направлении, и на освободившейся территории было решено разбить парк.
Парк тянется вдоль Старого города и Принсес-стрит, ограничивающих его с юга и севера соответственно. При этом парк разделен на две неравные части искусственной насыпью — Маундом. Меньшая восточная часть, расположенная между Маундом и мостом Уэверли, занимает площадь в 3,4 гектара; бо́льшая западная часть площадью 12 гектаров занимает пространство от Маунда до улицы Lothian Road.
В 1840 году в долине между Старым и Новым городом Эдинбурга (и в том числе по территории парка) была проложена железная дорога с тремя отдельными станциями. В конце XIX века к востоку от Princes Street Gardens был построен вокзал Эдинбург-Уэверли.
Парк Princes Street Gardens является самым известным парком Эдинбурга и самым посещаемым, как среди горожан, так и среди гостей города. В парке размещается концертная площадка Ross Bandstand, на которой проводятся различные концерты и мероприятия, в том числе фестиваль фейерверков и празднедства в честь дня Хогманай.